# Seu Madruga
Seu Madruga (no original, Don Ramón) é um personagem do seriado mexicano Chaves. Interpretado pelo ator mexicano Ramón Valdés. Ele é um viúvo desempregado que mora no apartamento nº. 72 (nº. 10 no desenho animado) na vila, propriedade do senhor Barriga. É pai da Chiquinha e neto da Dona Neves.

## Biografia e personalidade fictícia
Don Ramón é um viúvo do estado de Chihuahua (Santa Catarina em português). Sua esposa anônima faleceu durante o nascimento de sua filha, a escandalosa mas simpática Chiquinha. Mora na vila, no apartamento nº 72 (no desenho animado mora no nº 10), embora anteriormente no episódio de sua primeira aparição morasse no apartamento de Dona Florinda, nº 14.
Ao longo de sua vida ele praticou diferentes profissões e esportes (ou afirma tê-los praticado). Sabe-se que foi boxeador, jogador de futebol americano, toureiro, violonista, cantor, músico, mestre de obras, etc., assuntos sobre os quais esclarece as crianças da vila. Exerce regularmente vários trabalhos, geralmente relacionados com o ofício cotidiano: encanador, sapateiro, carpinteiro, rebocador, balonista, mecânico, vendedor de churros, cabeleireiro, jardineiro, vendedor de roupas, leiteiro, etc.
Ele é carismático e bondoso, mas de caráter explosivo e muito rígido com sua filha Chiquinha. Ele se irrita facilmente com crianças; entre outras coisas, fica irritado quando Chaves zomba dele por ser magro e pensa que ele está velho. Ele repreende fisicamente Chaves, Quico e Chiquinha quando eles se envolvem em travessuras, o que faz com que seja injustamente acusado por Dona Florinda de tentar ou ter feito algo ruim a Quico, quando na verdade a culpa foi de outra pessoa (em quase todas as ocasiões de Chaves), e repreendido violentamente com um tapa ou mesmo uma forte surra fora do palco, o que o deixa muito magoado sem que Dona Florinda lhe permita explicar o que aconteceu (houve momentos em que Dona Florinda permitiu que ele explicasse e outros em que Quico esclareceu que era Chaves ou outra pessoa que lhe causou a tristeza e não Seu Madruga, embora em todas as situações acabasse lhe dando um tapa). Muitas vezes, depois de lhe dar um tapa, Dona Florinda acaba dizendo a Quico: "Vamos, tesouro! Não se misture com essa gentalha", e Quico então o empurra dizendo: "Gentalha, gentalha" (como se ele tivesse sido o responsável e sem nunca deixar claro para sua mãe que não era) e depois, em algumas ocasiões, Dona Florinda lhe diz: "E da próxima vez, vá (...) da sua avó". Depois disso, ele se irrita jogando o chapéu no chão e na maioria das vezes Chaves lhe pergunta algo sobre sua avó em relação ao que Dona Florinda lhe contou, o que o faz dar um cascudo nele com raiva e dizer: "Pi-pi-pi -pi-pi..." (imitando o choro de Chaves, depois que este chora) e "só não te dou outra porque...". Porém, apesar da inimizade que caracteriza os dois, há ocasiões especiais em que esquecem suas diferenças.

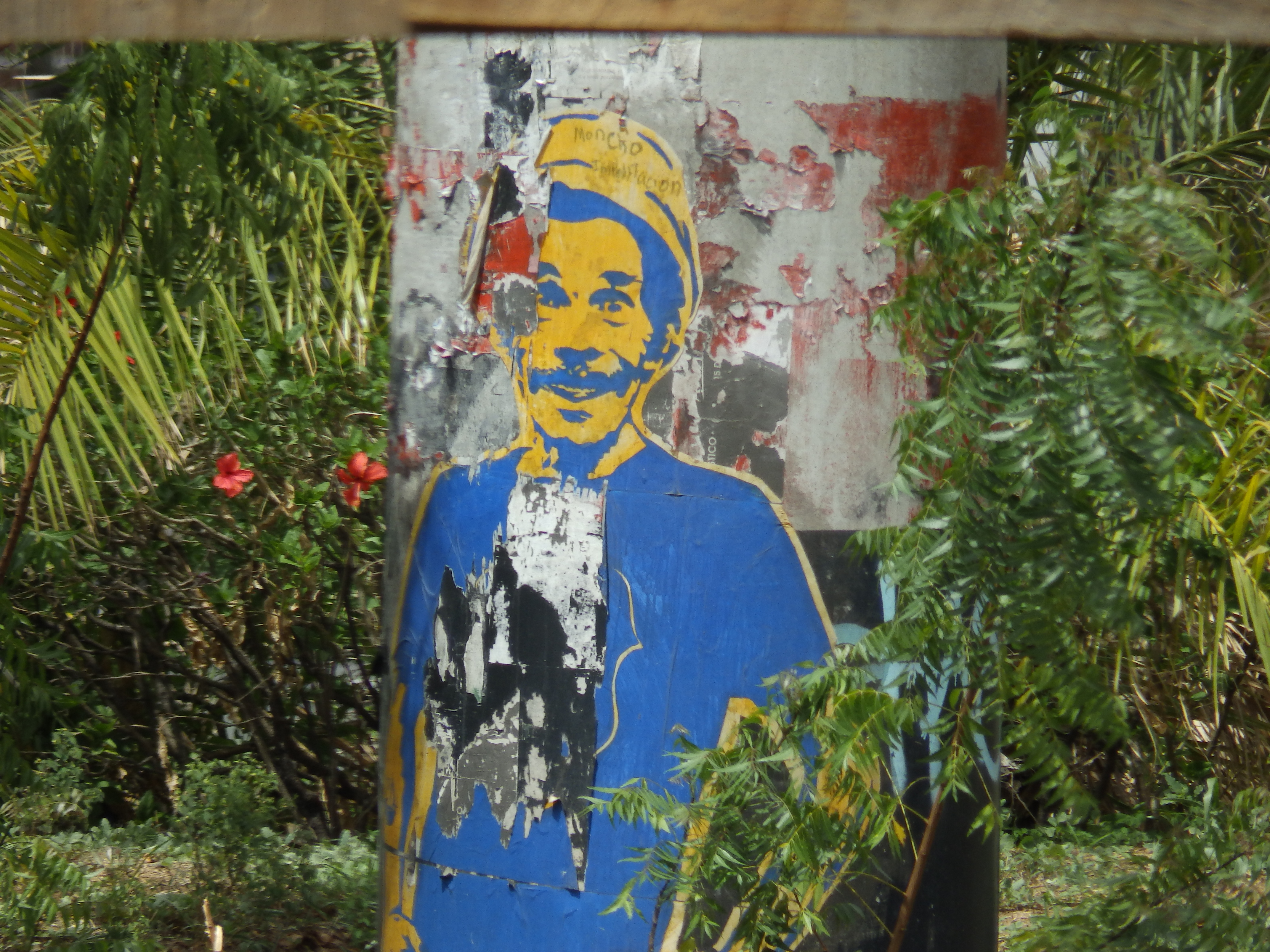
Grafite de Ramón Valdés caracterizado como este personagem, localizado em Manágua, Nicarágua.

Nenhum dos dois tem uma relação muito boa com o senhor Barriga, a quem deve sempre catorze meses de aluguel (quinze, no episódio "O Despejo do Seu Madruga") e por isso o evita tanto quanto possível, como quando vem bater à porta do seu apartamento e sai pela janela sem que ele o veja, ou às vezes o distrai com outros assuntos para que não lhe cobre o aluguel, como num episódio em que diz que vai ver o Monterrey (time de futebol preferido do senhor Barriga, Corinthians em português). Ocasionalmente, porém, Seu Madruga tenta saldar parte de sua dívida por meio de obras temporárias de manutenção no bairro, que se torna tema de todos os episódios (e que acaba lhe trazendo problemas devido à intromissão de Chaves). Em ocasiões extraordinárias ele conseguiu dinheiro para pagar pelo menos um mês de aluguel, como em uma ocasião; depois de uma grande provação quando perdeu o envelope com dinheiro e o senhor Barriga tirou todos os móveis da casa de Seu Madruga, acreditando ser mais uma mentira sua. No episódio da terceira temporada de Chaves em Desenho Animado, "Não se Vá, Nhonho", Seu Madruga fica feliz ao saber que o Senhor Barriga está se mudando, até que Dona Florinda o lembra o quão bom o Senhor Barriga tem sido com ele por não tê-lo expulsado mesmo embora ele lhe deva quatorze meses de aluguel, e para assustá-lo, ela lhe disse que o novo dono do bairro iria expulsá-lo.
Em contrapartida, Dona Clotilde está sempre apaixonada por Seu Madruga e o incomoda constantemente. Ele não retribui e foge dela, mas mantém um bom relacionamento com ela, aceita presentes e comida que ela lhe dá, e também repreende as crianças quando a chamam de "bruxa". Ele também tende a se dar bem com o professor Girafales, porém, às vezes é humilhado e até agredido pelo professor (quase sempre para defender Dona Florinda ou Quico).
Uma de suas características é que apesar da honestidade, demonstra absoluto desinteresse pelo trabalho, o que se manifesta por meio de frases como: "Não existe trabalho ruim... o ruim é ter que trabalhar" ou "Como ousa me acordar às 10 da madrugada?" Seu time de futebol preferido é o Necaxa (Palmeiras em português) em um episódio de 1973 e outro gravado em 1978.
Não se sabe o que faz para viver, embora se mencione que a "crise" o deixou desempregado, em nenhum episódio se sabe como ganha dinheiro para viver.

## Vestimentas
O guarda-roupa de Seu Madruga é inconfundível, ele usa sempre uma camiseta preta, verde ou cinza escuro, com bolso no lado esquerdo do peito (onde guardava os cigarros), calça, tênis branco e chapéu piluso azul claro (assim como no desenho animado). O fato de usar sempre as mesmas roupas foi refletido por Chaves, que no episódio "O Futebol Americano", quando Seu Madruga disse ao professor Girafales que as crianças não teriam motivação para brincar porque "não gostavam da camisa", Chaves respondeu a Seu Madruga que era óbvio que ele adorava a camisa, pois sempre usava a mesma. Nas primeiras aparições, a camiseta preta foi substituída por uma camiseta branca, amarela ou turquesa. Ainda no primeiro episódio, em vez do conhecido chapéu piluso, usou uma boina de estilo basco.

## Na cultura popular
A banda de rock chilena Los Mox lançou a música "Ron Damon" como parte de seu álbum Vino Caliente, Tomo y se Fue, cuja letra elogia o personagem e o aponta como um ídolo a ser admirado por sua atitude perante a vida enquanto o título da música faz referência à forma como é chamado por Chaves, que nunca conseguiu pronunciar corretamente seu nome (na versão original).